# 13063 Purifoy
13063 Purifoy eller 1991 LB är en asteroid i huvudbältet som upptäcktes den 5 juni 1991 av Spacewatch vid Kitt Peak-observatoriet. Den är uppkallad efter piloten Dana D. Purifoy.
Asteroiden har en diameter på ungefär 3 kilometer.